# Federación Deportiva Peruana de Tenis
La Federación Deportiva Peruana de Tenis es el máximo organismo del tenis de Perú. Fue fundada el 25 de septiembre de 1930 bajo el nombre de Federación Peruana de Lawn Tennis.
Años después de su fundación pasó a denominarse Federación Peruana de Tenis. En 1995 adoptó el nombre de Federación de Tenis de Perú, y en 2002 cambió a Federación Deportiva Peruana de Tenis por disposición del Instituto Peruano del Deporte.
En 1958 empezó la participación del equipo de Perú en la Copa Davis.

## Fundación
En la fundación de la Federación se encontraron presentes representantes de los principales clubes peruanos de la época en esta disciplina: 
- Club Lawn Tennis de la Exposición
- Club Tennis Las Terrazas
- Internacional Revólver
- Club Lawn Tennis de Barranco
- Victoria Tennis Club
- Deuscher Tenosklud Leuro
- Circolo Sportivo Italiano
- Fuji Tennis Club
- Internacional Bellavista

La primera directiva de la Federación estuvo presidida por don Alberto Gallo Porras, junto con don Manuel Orellana y don Jorge Harten en calidad de Vocales.

## Instalaciones
En 1972 se inauguraron seis pistas de asfalto. La inauguración estuvo a cargo del entonces Presidente del Consejo Nacional del Deporte, don Víctor Nagaro, en la que sería la futura sede de la Federación de Tenis ubicada en el Campo de Marte. En esos momentos era Presidente de la Federación don Oscar Elejalde.
Cuenta con un complejo que lleva el nombre de Luis G. Márquez, firigente que impulsó el desarrollo del tenis en Perú y fallecido el 29 de septiembre de 1985. En el complejo funciona la Academia de Tenis al alcance del público en general, que cuenta con 11 pistas de tenis, 7 de tierra batida y 4 de asfalto con iluminación artificial.